# 新亞歷山德里夫斯凱 (巴甫洛赫拉德區)
48°34′30″N 35°32′50″E / 48.57500°N 35.54722°E
新亞歷山德里夫斯凱（烏克蘭語：Новоолександрівське），是烏克蘭的村落，位於該國中部第聶伯羅彼得羅夫斯克州，由巴甫洛赫拉德區負責管轄，處於別列茲涅古瓦塔河畔，分別距離利曼西克5.5公里和卡拉比尼夫卡3公里，海拔高度72米。